# Orsberget

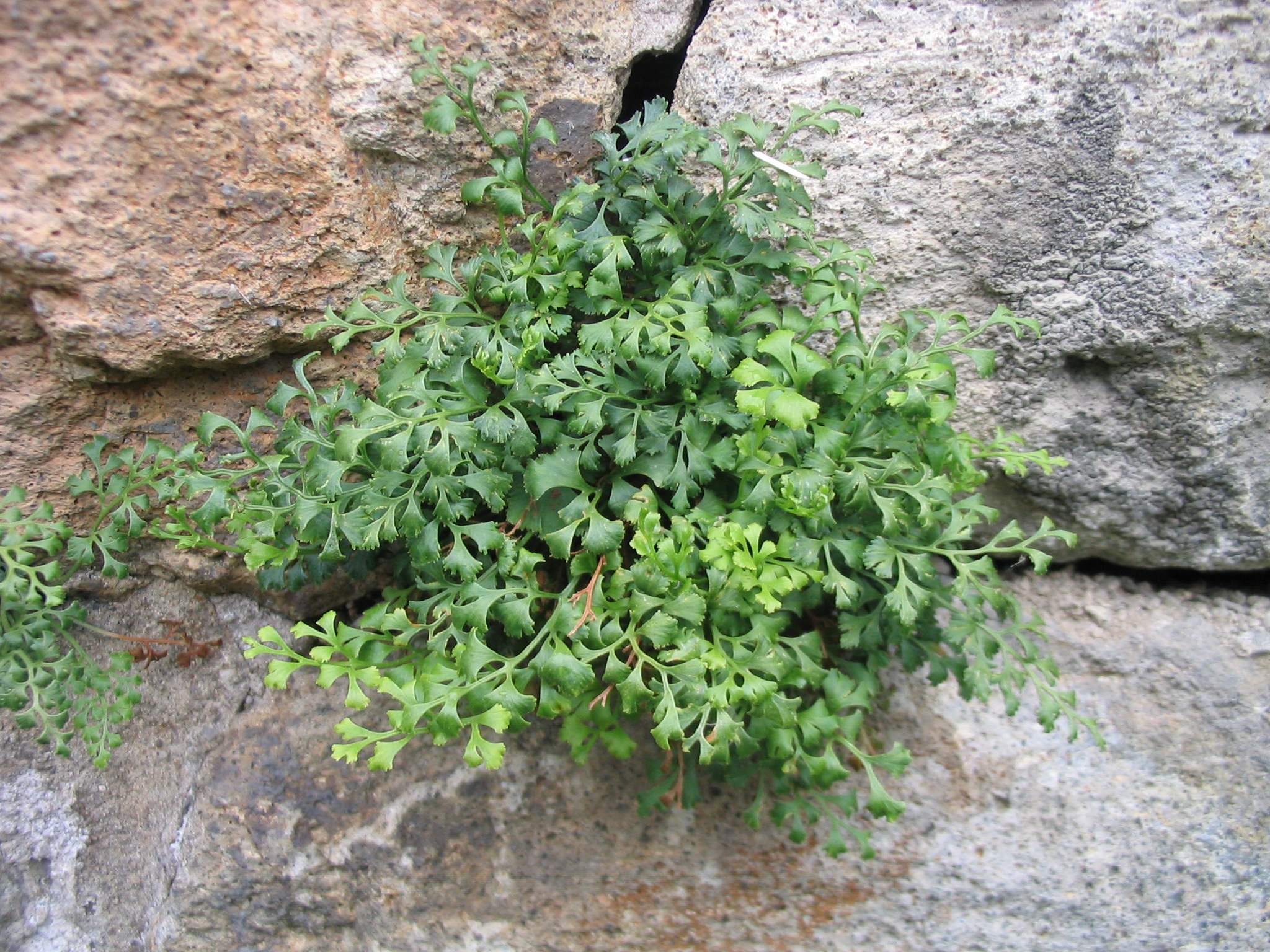
Murruta

Orsberget är ett naturreservat i Åmåls kommun i Västra Götalands län.
Reservatet ligger 4 km norr om Edsleskogs kyrka öster om sjön Edslan. Det är avsatt som skyddat område sedan 2009 och omfattar 213 hektar. Området utgör en norrgående utvidgning av Baljåsens naturreservat. Reservatet är ett skogsområde som ligger i sluttningarna mot sjön Edslan i väster. Orsberget, 285 m ö.h., är egentligen namnet på en av de högsta höjderna längs den kuperade västbranten som löper längs sjön Edslans nordöstra strand.
I söder består skogen mest av grova och höga granar. I bergbranter växer lövträd som ek, lönn, lind och asp. På dessa växer sällsynta lavar som lunglav, bårdlav, grynlav och örtlav. Bland förekommande mossor kan rävsvansmossa och grov fjädermossa nämnas. . Berggrunden längs sjön Edslans ostsida består delvis av kalkrik lerskiffer ur Dalformationen. Kalken ger upphov till en mycket rik flora. Där växer den ovanliga och kalkberoende ormbunken murruta i lodräta stup. Blåsippor träffar man på lite varstans. Av förekommande fåglar kan pilgrimsfalk och järpe nämnas. Rester av torpstället Förlusterud finns kvar i form av stenrösen och en s.k. fägata.
Naturreservatet förvaltas av Västkuststiftelsen.